# Liste der Orte im Kreis Bistrița-Năsăud

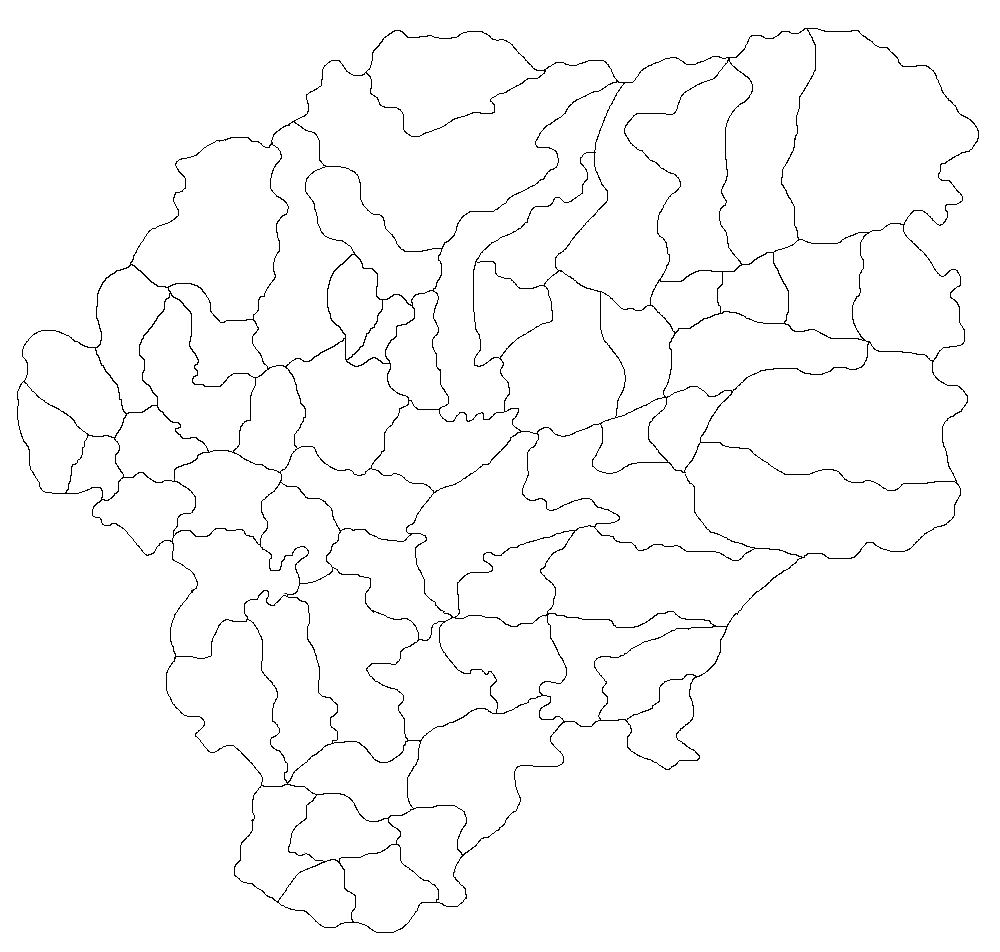
Gemeinden des Kreises Bistrița-Năsăud

Der Kreis Bistrița-Năsăud  in Rumänien besteht aus offiziell 250 Ortschaften. Davon haben 4 den Status einer Stadt, 58 den einer Gemeinde. Die übrigen sind administrativ den Städten und Gemeinden zugeordnet.

## Städte
| - Beclean - Bistrița | - Năsăud | - Sângeorz-Băi |

## Gemeinden
| - Bistrița Bârgăului - Braniștea - Budacu de Jos - Budești - Căianu Mic - Cetate (Gemeindesitz: Satu Nou) - Chiochiș - Chiuza - Ciceu-Giurgești - Ciceu-Mihăiești - Coșbuc - Dumitra - Dumitrița - Feldru - Galații Bistriței - Ilva Mare - Ilva Mică - Josenii Bârgăului - Leșu - Lechința | - Livezile - Lunca Ilvei - Maieru - Matei - Măgura Ilvei - Mărișelu - Miceștii de Câmpie - Milaș - Monor - Negrilești - Nimigea (Gemeindesitz: Nimigea de Jos) - Nușeni - Parva - Petru Rareș (Gemeindesitz: Reteag) - Poiana Ilvei - Prundu Bârgăului - Rebra - Rebrișoara - Rodna | - Romuli - Runcu Salvei - Salva - Sânmihaiu de Câmpie - Șieu - Șieu-Odorhei - Șieu-Măgheruș - Șieuț - Șintereag - Silivașu de Câmpie - Spermezeu - Șanț - Târlișua - Teaca - Telciu - Tiha Bârgăului - Uriu - Urmeniș - Zagra |

## A
| - Agrieș - Agrieșel - Agrișu de Jos - Agrișu de Sus | - Albeștii Bistriței - Alunișul - Anieș - Apatiu | - Arcalia - Archiud - Ardan - Arșița |

## B
| - Bârla - Bața - Beudiu - Bichigiu - Bidiu - Bistrița Bârgăului Fabrici - Blăjenii de Jos | - Blăjenii de Sus - Borleasa - Bozieș - Brăteni - Breaza - Bretea | - Budacu de Sus - Budești-Fânațe - Budurleni - Buduș - Bungard - Buza Cătun |

## C
| - Căianu Mare - Caila - Câmp - Cepari - Chețiu - Chintelnic - Chiraleș - Ciceu-Corabia | - Ciceu-Poieni - Ciosa - Cireași - Cireșoaia - Coasta - Cociu - Coldău - Colibița | - Comlod - Cormaia - Corvinești - Coșeriu - Crainimăt - Cristeștii Ciceului - Cristur-Șieu - Cușma |

## D
| - Dealul Ștefăniței - Delureni - Dipșa - Dobric - Dobricel | - Domnești - Dorolea - Draga - Dumbrava (Livezile) | - Dumbrava (Nușeni) - Dumbrăveni - Dumbrăvița - După Deal |

## E
| - Enciu |

## F
| - Fânațe - Fânațele Silivașului - Fântânele | - Fântânița - Feleac - Fiad | - Figa - Florești |

## G
| - Gersa I - Gersa II | - Ghemeș - Ghinda | - Gledin |

## H
| - Hălmăsău - Hășmașu Ciceului | - Herina | - Hirean |

## I
| - Ilișua | - Ivăneasa |

## J
| - Jeica | - Jelna | - Jimbor |

## L
| - La Curte - Lelești - Liviu Rebreanu | - Lunca - Lunca Borlesei - Lunca Leșului | - Lunca Sătească - Lușca |

## M
| - Măgurele - Malin - Măluț - Manic - Mijlocenii Bârgăului | - Mintiu - Mireș - Mititei - Mocod - Mogoșeni | - Molișet - Monariu - Moruț - Mureșenii Bârgăului |

## N
| - Nepos - Nețeni | - Nimigea de Jos | - Nimigea de Sus |

## O
| - Oarzina - Ocnița | - Orheiu Bistriței | - Orosfaia |

## P
| - Păltineasa - Perișor - Petriș - Piatra - Piatra Fântânele | - Pinticu - Podenii - Poderei - Podirei | - Poienile Zagrei - Porumbenii - Posmuș - Purcărete |

## R
| - Răcăteșu - Ragla - Reteag | - Ruștior - Rusu Bârgăului | - Rusu de Jos - Rusu de Sus |

## S
| - Sălcuța - Sâniacob - Sânnicoară - Sântioana - Sărata - Sărățel - Săsarm - Satu Nou - Sângeorzu Nou | - Scoabe - Sebiș - Șendroaia - Șesuri Spermezeu-Vale - Șieu-Sfântu - Sigmir - Simionești - Șintereag-Gară - Șirioara | - Sita - Slătinița - Șoimuș - Șopteriu - Strâmba - Strugureni - Stupini - Suplai - Susenii Bârgăului |

## T
| - Țagu - Țăgșoru - Tărpiu | - Tăure - Telcișor - Țentea | - Țigău - Tonciu - Tureac |

## U
| - Unirea |

## V
| - Valea - Valea Borcutului - Valea Măgherușului - Valea Mare (Șanț) | - Valea Mare (Urmeniș) - Valea Poenii - Valea Vinului - Vermeș | - Viile Tecii - Viișoara - Visuia - Vița |

## Z
| - Zoreni |